# Pterolophia subgrisescens
Pterolophia subgrisescens là một loài bọ cánh cứng trong họ Cerambycidae.